# Fulgor Libertas Forlì 2009-2010

## Roster
| Num. | Naz.                                     | Giocatore             | Anno | Alt. (cm) | Ruolo |
| ---- | ---------------------------------------- | --------------------- | ---- | --------- | ----- |
| 4    | Italia (bandiera)                        | Massimo Farioli       | 1977 | 202       | AG    |
| 6    | Italia (bandiera)                        | Claudio Tommasini     | 1991 | 192       | P     |
| 7    | Italia (bandiera)                        | Federico Tassinari    | 1977 | 195       | AP    |
| 8    | Italia (bandiera)                        | Mitchell Poletti      | 1988 | 205       | C     |
| 9    | Italia (bandiera)                        | Cristian Villani      | 1982 | 200       | AG    |
| 10   | Italia (bandiera)                        | Matteo Frassineti (C) | 1987 | 195       | G     |
| 11   | Italia (bandiera)                        | Riccardo Ravaioli     | 1992 | 190       | G     |
| 14   | Italia (bandiera)                        | Stefano Masciadri     | 1989 | 198       | AP    |
| 15   | Italia (bandiera)                        | Lorenzo Servadei      | 1991 | 195       | G     |
| 18   | Italia (bandiera)                        | Federico Lestini      | 1983 | 204       | AG    |
| 20   | Italia (bandiera) · Argentina (bandiera) | Andrés Forray         | 1986 | 186       | P     |

Staff tecnico:

Allenatore: Giampaolo Di Lorenzo

Vice-allenatore: Fabio Tellini

Preparatore Atletico: Roberto Gilli

## Dettaglio partite
| Gior. | Data              | Partita                                       | Ris.   | Mvp Forlì  | Scarto |
| 1     | 27 settembre 2009 | VemSistemi Forlì - Pentagruppo Ozzano         | 77-62  | Masciadri  | +15    |
| 2     | 3 ottobre 2009    | Paffoni Omegna - VemSistemi Forlì             | 72-77  | Masciadri  | +5     |
| 3     | 11 ottobre 2009   | VemSistemi Forlì - Bitumcalor Trento          | 79-64  | Frassineti | +15    |
| 4     | 18 ottobre 2009   | Garda Cartiere Riva - VemSistemi Forlì        | 79-81  | Frassineti | +2     |
| 5     | 25 ottobre 2009   | VemSistemi Forlì - Intertrasport Treviglio    | 72-57  | Poletti    | +10    |
| 6     | 1 novembre 2009   | Siram Fidenza - VemSistemi Forlì              | 81-90  | Villani    | +9     |
| 7     | 8 novembre 2009   | VemSistemi Forlì - Centrale del Latte Brescia | 77-68  | Villani    | +9     |
| 8     | 11 novembre 2009  | Nobili SBS Castelletto - VemSistemi Forlì     | 87-83  | Frassineti | -4     |
| 10    | 22 novembre 2009  | VemSistemi Forlì - AgricolaGloria Montecatini | 88-84  | Masciadri  | +4     |
| 11    | 29 novembre 2009  | VemSistemi Forlì - Amori Bologna              | 81-64  | Masciadri  | +17    |
| 12    | 6 dicembre 2009   | Edilcost Osimo - VemSistemi Forlì             | 69-73  | Farioli    | +4     |
| 13    | 8 dicembre 2009   | VemSistemi Forlì - JesoloSandonà Basket       | 94-70  | Tassinari  | +24    |
| 14    | 12 dicembre 2009  | Tezenis Verona - VemSistemi Forlì             | 56-84  | Farioli    | +28    |
| 15    | 20 dicembre 2009  | VemSistemi Forlì - Acegas Aps Trieste         | 66-68  | Forray     | -2     |
| 16    | 6 gennaio 2010    | Pentagruppo Ozzano - VemSistemi Forlì         | 70-76  | Frassineti | +6     |
| 17    | 10 gennaio 2010   | VemSistemi Forlì - Paffoni Omegna             | 81-63  | Frassineti | +18    |
| 18    | 16 gennaio 2010   | Bitumcalor Trento - VemSistemi Forlì          | 75-74  | Tommasini  | -1     |
| 19    | 24 gennaio 2010   | VemSistemi Forlì - Garda Cartiere Riva        | 73-57  | Tommasini  | +16    |
| 20    | 31 gennaio 2010   | Intertrasport Treviglio - VemSistemi Forlì    | 63-74  | Forray     | +11    |
| 21    | 7 febbraio 2010   | VemSistemi Forlì - Siram Fidenza              | 88-75  | Forray     | +13    |
| 22    | 14 febbraio 2010  | Centrale del Latte Brescia - VemSistemi Forlì | 67-90  | Forray     | +23    |
| 23    | 21 febbraio 2010  | VemSistemi Forlì - Nobili SBS Castelletto     | 98-87  | Lestini    | +11    |
| 25    | 7 marzo 2010      | AgricolaGloria Montecatini - VemSistemi Forlì | 61-74  | Forray     | +13    |
| 26    | 14 marzo 2010     | Amori Bologna - VemSistemi Forlì              | 75-85  | Villani    | +10    |
| 27    | 21 marzo 2010     | VemSistemi Forlì - Edilcost Osimo             | 100-63 | Lestini    | +37    |
| 28    | 28 marzo 2010     | JesoloSandonà Basket - VemSistemi Forlì       | 72-95  | Tassinari  | +23    |
| 29    | 11 aprile 2010    | VemSistemi Forlì - Tezenis Verona             | 79-66  | Lestini    | +13    |
| 30    | 18 aprile 2010    | Acegas Aps Trieste - VemSistemi Forlì         | 82-77  | Poletti    | -5     |

## Dettaglio Playoff
| Gior. | Data           | Partita                                    | Ris.  | Mvp Forlì  | Scarto |
| Q1    | 25 aprile 2010 | VemSistemi Forlì - Intertrasport Treviglio | 83-58 | Poletti    | +25    |
| Q2    | 29 aprile 2010 | Intertrasport Treviglio - VemSistemi Forlì | 70-83 | Forray     | +13    |
| S1    | 9 maggio 2010  | VemSistemi Forlì - Paffoni Omegna          | 81-63 | Frassineti | +18    |
| S2    | 16 maggio 2010 | Paffoni Omegna - VemSistemi Forlì          | 77-66 | Frassineti | -11    |
| S3    | 20 maggio 2010 | VemSistemi Forlì - Intertrasport Treviglio | 72-69 | Farioli    | +3     |

## Dettaglio Finale Scudetto & Promozione
| Gior. | Data           | Partita                             | Ris.  | Mvp Forlì  | Scarto |
| 1     | 23 maggio 2010 | VemSistemi Forlì - Sigma Barcellona | 76-67 | Frassineti | +9     |
| 2     | 25 maggio 2010 | VemSistemi Forlì - Sigma Barcellona | 56-65 | Farioli    | -9     |
| 3     | 28 maggio 2010 | Sigma Barcellona - VemSistemi Forlì | 83-66 | Tassinari  | -17    |
| 4     | 30 maggio 2010 | Sigma Barcellona - VemSistemi Forlì | 59-46 | Frassineti | -13    |

## Dettaglio Finale Promozione
| Gior. | Data           | Partita                          | Ris.  | Mvp Forlì  | Scarto |
| 1     | 7 giugno 2010  | VemSistemi Forlì - Amori Bologna | 55-64 | Poletti    | -9     |
| 2     | 9 giugno 2010  | VemSistemi Forlì - Amori Bologna | 57-50 | Forray     | +7     |
| 3     | 11 giugno 2010 | Amori Bologna - VemSistemi Forlì | 68-75 | Frassineti | +7     |
| 4     | 13 giugno 2010 | Amori Bologna - VemSistemi Forlì | 85-69 | Farioli    | -16    |
| 5     | 16 giugno 2010 | VemSistemi Forlì - Amori Bologna | 80-81 | Forray     | -1     |